# 卡蒂奇格羅夫 (明尼蘇達州)
卡蒂奇格羅夫（英語：Cottage Grove）是一個位於美國明尼蘇達州華盛頓縣的城市。

## 人口
根據2020年美國人口普查的數據，卡蒂奇格羅夫的面積為97.19平方千米，當中陸地面積為87.13平方千米，而水域面積為10.06平方千米。當地共有人口38839人，而人口密度為每平方千米400人。